# Aegwynn
Aegwynn er kendt som matriark af Tirisfal, hun var det næstsidste vogter af Tirisfal: en enkelt dødelig mester fyldt af magi fra en hemmelig orden.  Aegwynn er anerkendt som en af de største Vogter og er kendt for tilsyneladende at besejre Sargeras avatar i Northrend. Vogteren Aegwynns magi blev mere kraftfuld igennem årene og hun brugte Tirisfal energi til at forlænge hendes liv. Hun troede at hun havde besejret Sargeras for altid, hun fortsatte med at beskytte verden fra dæmon kongens undersåtter i næsten ni hundrede år. Men Rådet af Tirisfal besluttede, at hendes ledelse var kommet til enden og rådet beordrede Aegwynn til at vende tilbage til Dalaran, så de kunne vælge en ny efterfølger til Vogterens magt.  Aegwynn var mistroisk over for Rådet, og besluttet at vælge en efterfølger af hendes egen.